# Alonso de Olmos
Alonso de Olmos y González (Portillo 1517- Santafe 1603) fue un conquistador castellano.
Participó en la conquista del Nuevo Reino de Granada (hoy Colombia),fue encomendero de Pausuga y alcalde de Santafé de Bogotá. llegó al Nuevo Mundo a principio del siglo XVI.

## Biografía
Nació en la Villa del Portillo, condado de Benavente, Castilla la vieja, España viudo de Isabel de Cáceres con quien se casó en Puerto Rico. Se casó nuevamente en Santafé con la criolla Francisca de León Venero con quien tuvo hijos.
Hermano menor del conquistador Juan de Olmos. Cuando este murió, Alonso recibió parte de la encomienda de Juan, la del pueblo de Sisativá
Encomendero del pueblo de Pausuga, hoy parte del municipio de Fómeque, Quetame y Cáqueza, todos de Cundinamarca hacia 1560.